# Pilar Molina Llorente
Pilar Molina Llorente (11 de dezembro de 1943 em Madrid) é uma galardoada escritora infantil espanhola. De entre vários galardões, em 2013 recebeu o Prémio Edebé de literatura juvenil por Tesa.
É licenciada em Belas Artes, com estudos de música, filologia e psicologia. Tem traduzido diversas obras infantis e juvenis do italiano e do inglês para o espanhol.
Alguns dos seus livros têm sido ilustrados por Fuencisla do Amo da Igreja.

## Prémios
- 1964: Prémio Doncel de novela por Ut y las estrellas[3]
- 1972: Prémio Doncel 1971-1972 pelo El terrible florentino
- 1973: Prémio CCEI pelo El terrible florentino'
- 1978: Finalista do Premeio Barco de Vapor por El mensaje de maese Zamaor
- 1984: Lista de Honra da CCEI por Patatita
- 1994: Lista de Honra da CCEI pela La sombra de la daga
- 1994: Prémio[4] "Mildred L. Batchelder" e o Prémio da American Library Association por El Aprendiz
- 2013: Prémio Edebé de literatura juvenil por Tesa.

## Obra
- Ut y las estrellas (1964)
- El terrible florentino (1973)
- Romualdo el grillo (1974)
- Carrousel 5 (1976)
- El mensaje de Maese Zamaor (1981)
- Patatita (1983)
- El parque de papel: poemas (1984)
- La visita de la Condesa (1987)
- El largo verano de Eugenia Mestre (1987)
- Aura gris (1988)
- El aprendiz (1989)
- Piñata: Libro del profesor (1990)
- La sombra de la daga (1993)
- Navidad, el regreso de Eugenia Mestre (1994)
- ¿Quién pasa primero? (1997)
- Pálpito de Sol (2001)
- Hora de Siesta (2006)
- A de alas, a de abuela (2012)
- Tesa. El despacho de don Baltasar de Garciherreros (2013)